# International Commission on Non-Ionizing Radiation Protection
La Comisión Internacional para la Protección contra las Radiaciones No Ionizantes (ICNIRP) es una comisión internacional especializada en protección de radiación no ionizante.  Las actividades de la organización incluyen determinar límites de exposición para campos electromagnéticos utilizados por dispositivos como teléfonos celulares.
El ICNIRP está ampliamente conectado a una gran comunidad trabajando sobre radiación no ionizante alrededor del mundo. Sus conferencias y talleres son ampliamente atendidos. El ICNIRP presenta sus directrices de borrador en línea para comentarios y revisión públicos antes de publicarse. Tiene lazos a IRPA y es formalmente reconocido por la Organización Mundial de la Salud (WHO) y la Oficina Laboral Internacional (ILO) como socios en el campo de radiación no ionizantes. Su consejo es pedido por muchos nacionales y organizaciones multinacionales como la Unión Europea (UE). Los cuerpos estándares también refieren a ICNIRP guiaje de protección de la salud para poner estándares de electrodoméstico. 